# Äquatoriales Koordinatensystem
Als äquatoriales  Koordinatensystem bezeichnet man in der sphärischen Astronomie zwei geozentrische Koordinatensysteme auf der Himmelskugel, die als Bezugsebene jeweils die Ebene des Himmelsäquators aufweisen.
Die Position eines Objekts am Himmel, also auf der gedachten Himmelskugel, in deren Mitte sich die Erde befindet, wird jeweils durch zwei Polarkoordinaten von der Erde aus angegeben.

## Rotierendes äquatoriales Koordinatensystem

rotierendes äquatoriales Koordinatensystem

Das rotierende äquatoriale Koordinatensystem hat den Frühlingspunkt auf dem Himmelsäquator als Bezugspunkt. Für Beobachter auf der Erde dreht sich der Sternenhimmel mit dem Frühlingspunkt täglich (genauer: 360° pro Sterntag) einmal um die Erde, deshalb wird von einem rotierenden System gesprochen.
Koordinaten dieses Systems sind:
- Deklination {\displaystyle \delta } (Winkelabstand von der Äquatorebene; positives Vorzeichen für die Nordhalbkugel)
- Rektaszension {\displaystyle \alpha } (Winkelabstand vom Frühlingspunkt; ein Stern mit größerer Rektaszension wandert später durch den Meridian als einer mit kleinerer Rektaszension).

## Ortsfestes äquatoriales Koordinatensystem

ortsfestes äquatoriales Koordinatensystem

Das ortsfeste äquatoriale Koordinatensystem hat als Bezugspunkt den südlichen Schnittpunkt von Himmelsäquator und Meridian des Beobachtungsorts.
Koordinaten dieses Systems sind:
- Deklination {\displaystyle \delta } (Winkelabstand von der Äquatorialebene)
- Stundenwinkel {\displaystyle \tau } (Winkelabstand vom Meridian, nach Westen von 0° aus zunehmend, nach Osten von 360° aus abnehmend).